# Шумарице
Шумарице је насељено шумадијско место града Краљева у долини Западног Поморавља, које административно припада Рашком округу. Према попису из 2022. било је 435 становника.

## Демографија
У насељу Шумарице живи 447 пунолетних становника, а просечна старост становништва износи 41,4 година (41,3 код мушкараца и 41,6 код жена). У насељу има 178 домаћинстава, а просечан број чланова по домаћинству је 3,06. (Према попису из 2011. године)
Ово насеље је великим делом насељено Србима (према попису из 2002. године), а у последња четири пописа становништва, примећен је пад у броју становника.
|  |

| Демографија | Демографија | Демографија |
| Година      | Становника  | Становника  |
| ----------- | ----------- | ----------- |
| 1948.       | 356         |             |
| 1953.       | 467         |             |
| 1961.       | 516         |             |
| 1971.       | 596         |             |
| 1981.       | 649         |             |
| 1991.       | 573         | 550         |
| 2002.       | 544         | 577         |
| 2011.       | 499         |             |
| 2022.       | 435         |             |

| Етнички састав према попису из 2002.‍ | Етнички састав према попису из 2002.‍ | Етнички састав према попису из 2002.‍ | Етнички састав према попису из 2002.‍ | Етнички састав према попису из 2002.‍ |
| ------------------------------------ | ------------------------------------ | ------------------------------------ | ------------------------------------ | ------------------------------------ |
|                                      |                                      |                                      |                                      |                                      |
| Срби                                 | Срби                                 |                                      | 534                                  | 98,16%                               |
| Црногорци                            | Црногорци                            |                                      | 6                                    | 1,10%                                |
| Руси                                 | Руси                                 |                                      | 1                                    | 0,18%                                |
| Македонци                            | Македонци                            |                                      | 1                                    | 0,18%                                |
| непознато                            | непознато                            |                                      | 0                                    | 0,0%                                 |

| Година пописа     | 1948. | 1953. | 1961. | 1971. | 1981. | 1991. | 2002. |
| ----------------- | ----- | ----- | ----- | ----- | ----- | ----- | ----- |
| Број домаћинстава | 72    | 96    | 135   | 170   | 180   | 199   | 178   |

| Број чланова      | 1  | 2  | 3  | 4  | 5  | 6  | 7 | 8 | 9 | 10 и више | Просек |
| ----------------- | -- | -- | -- | -- | -- | -- | - | - | - | --------- | ------ |
| Број домаћинстава | 31 | 47 | 31 | 36 | 20 | 10 | 2 | 1 | 0 | 0         | 3,06   |

| Пол    | Укупно | Неожењен/Неудата | Ожењен/Удата | Удовац/Удовица | Разведен/Разведена | Непознато |
| ------ | ------ | ---------------- | ------------ | -------------- | ------------------ | --------- |
| Мушки  | 224    | 50               | 146          | 16             | 12                 | 0         |
| Женски | 232    | 35               | 149          | 42             | 6                  | 0         |
| УКУПНО | 456    | 85               | 295          | 58             | 18                 | 0         |

| Пол    | Укупно                    | Пољопривреда, лов и шумарство | Рибарство                            | Вађење руде и камена | Прерађивачка индустрија       |
| ------ | ------------------------- | ----------------------------- | ------------------------------------ | -------------------- | ----------------------------- |
| Мушки  | 100                       | 4                             | 0                                    | 0                    | 50                            |
| Женски | 62                        | 5                             | 0                                    | 0                    | 17                            |
| УКУПНО | 162                       | 9                             | 0                                    | 0                    | 67                            |
| Пол    | Производња и снабдевање   | Грађевинарство                | Трговина                             | Хотели и ресторани   | Саобраћај, складиштење и везе |
| Мушки  | 5                         | 5                             | 10                                   | 0                    | 11                            |
| Женски | 0                         | 0                             | 8                                    | 3                    | 2                             |
| УКУПНО | 5                         | 5                             | 18                                   | 3                    | 13                            |
| Пол    | Финансијско посредовање   | Некретнине                    | Државна управа и одбрана             | Образовање           | Здравствени и социјални рад   |
| Мушки  | 0                         | 0                             | 10                                   | 0                    | 1                             |
| Женски | 0                         | 1                             | 2                                    | 6                    | 13                            |
| УКУПНО | 0                         | 1                             | 12                                   | 6                    | 14                            |
| Пол    | Остале услужне активности | Приватна домаћинства          | Екстериторијалне организације и тела | Непознато            | Непознато                     |
| Мушки  | 1                         | 0                             | 0                                    | 3                    | 3                             |
| Женски | 3                         | 1                             | 0                                    | 1                    | 1                             |
| УКУПНО | 4                         | 1                             | 0                                    | 4                    | 4                             |